# Багратион, Дмитрий Петрович
Дмитрий Петрович Багратион (13 июня 1863 — 21 октября 1919, Петроград) — грузинский князь из рода Багратионов, генерал Российской имперской армии.

## Биография
Из картлийской ветви династии Багратионов (не путать с князьями Багратион-Мухранбатони). Потомок царя Картли, Иессея.
Предок Дмитрия, Александр Иессевич, бежал в Россию в 1758 году после конфликта с царем Кахетии Теймуразом II, где подался на русскую службу. Потомки его продолжили его дело.
Общее образование получил в Полоцкой военной гимназии. После окончания в 1882 году Николаевского кавалерийского училища выпущен корнетом в 13-й уланский Владимирский полк. Поручик (ст. 24.02.1883). Штабс-ротмистр (ст. 26.02.1887). Ротмистр (ст. 15.03.1895). Командовал эскадроном 3 г. 3 м. 7 д.
Окончил Офицерскую кавалерийскую школу. С 15 августа 1897 года в постоянном составе Офицерской кавалерийской школы: учитель верховой езды (с 23.8.1897), помощник заведующего курсов обучения офицеров (с 12.11.1898), штаб-офицер заведывающий курсов обучения офицеров (с 24.04.1899), подполковник (ст. 26.02.1900), начальник офицерского отдела (с 23.4.1902), помощник начальника школы. 6 мая 1903 года произведен в полковники.
В 1907 году Багратион был редактором издания «Беседы на поучение русскому воину», выходившего с 1906 года при Офицерской кавалерийской школе в качестве приложения к журналу «Вестник русской конницы».
С 25 мая 1913 года являлся членом Совета Главного управления государственного коннозаводства. Был хорошо знаком с генералом А. А. Брусиловым, пользовался его протекцией. В 1909 году был произведён в генерал-майоры.
После начала первой мировой войны 23 августа 1914 года Багратион был назначен командиром 1-й бригады Кавказской туземной конной дивизии. 23—29 сентября 1915 года, временно командуя дивизией, провёл блестящую контратаку и захватил 450 пленных, 5 пулемётов и другое оружие, за что был награждён Георгиевским оружием (8.11.1916). 20 февраля 1916 года сменил великого князя Михаила Александровича на посту командира этой дивизии. Генерал-лейтенант (ст. 12.07.1916).
После Февральской революции вследствие обвинений в «приверженности старому режиму» Багратион по распоряжению Гучкова был снят с поста и 15 апреля 1917 года зачислен в резерв чинов при штабе Киевского военного округа. Однако благодаря Брусилову, ставшего верховным главнокомандующим, 30 июня 1917 года Багратион был снова назначен командиром своей дивизии.
После того как на базе дивизии началось развёртывание Кавказского туземного конного корпуса, Багратион 28 августа 1917 года был назначен его командиром. 2 сентября 1917 года заменён генералом П. А. Половцовым и зачислен в резерв чинов при штабе Петроградского военного округа.
В декабре 1918 года вступил в РККА. В 1919 году начальник Высшей кавалерийской школы РККА, и. д. председателя Особой центральной комиссии по снабжению РККА конским составом. С марта 1919 года находился в распоряжении Всероглавштаба, позже в комиссии по разработке кавалерийских уставов.
Умер 21 октября 1919 года. Похоронен на Никольском кладбище Александро-Невской лавры. Брат Александр Петрович (1862—1920) — русский генерал, попал под репрессии большевиков и был приговорён к расстрелу в Ялте.
C гибелью братьев, главенство перешло боковой картлийской ветви династии Багратионов — князьям Багратион-Мухранским, несуверенному ответвлению брата картлийского царя Давида X.

## Награды
- Орден Святой Анны 2-й ст. (1906);
- Орден Святого Владимира 3-й ст. (1912);
- Орден Святого Станислава 1-й ст. (1913);
- Орден Святой Анны 1-й ст. (1915);
- Орден Святого Владимира 2-й ст. с мечами (1916);
- Георгиевское оружие (8.11.1916).